# SA FM
SA FM est une des principales stations de radio publique sud-africaine. Gérée par la compagnie de radio et télédiffusion sud-africaine, la SABC, elle est diffusée sur l'ensemble du territoire national.
Le slogan de SA FM est : « South Africa's News and Information Leader ».
Cette station exclusivement anglophone met l'accent sur l'information locale, nationale et internationale, ainsi que sur la politique. L'antenne est ainsi ouverte chaque matin par l'émission d'informations « AM Live », suivie du programme de débats « Morning Talk ». Une autre émission de débats lui fait pendant en soirée, « Evening Talk ». 
Plusieurs bulletins d'information sont diffusés dans la journée, tandis que la nuit, l'antenne est entièrement consacrée à la musique.
Les fréquences de SA FM sont 104 FM et 107 FM.